# Clan Licchavi
Pour les articles homonymes, voir Licchavi.

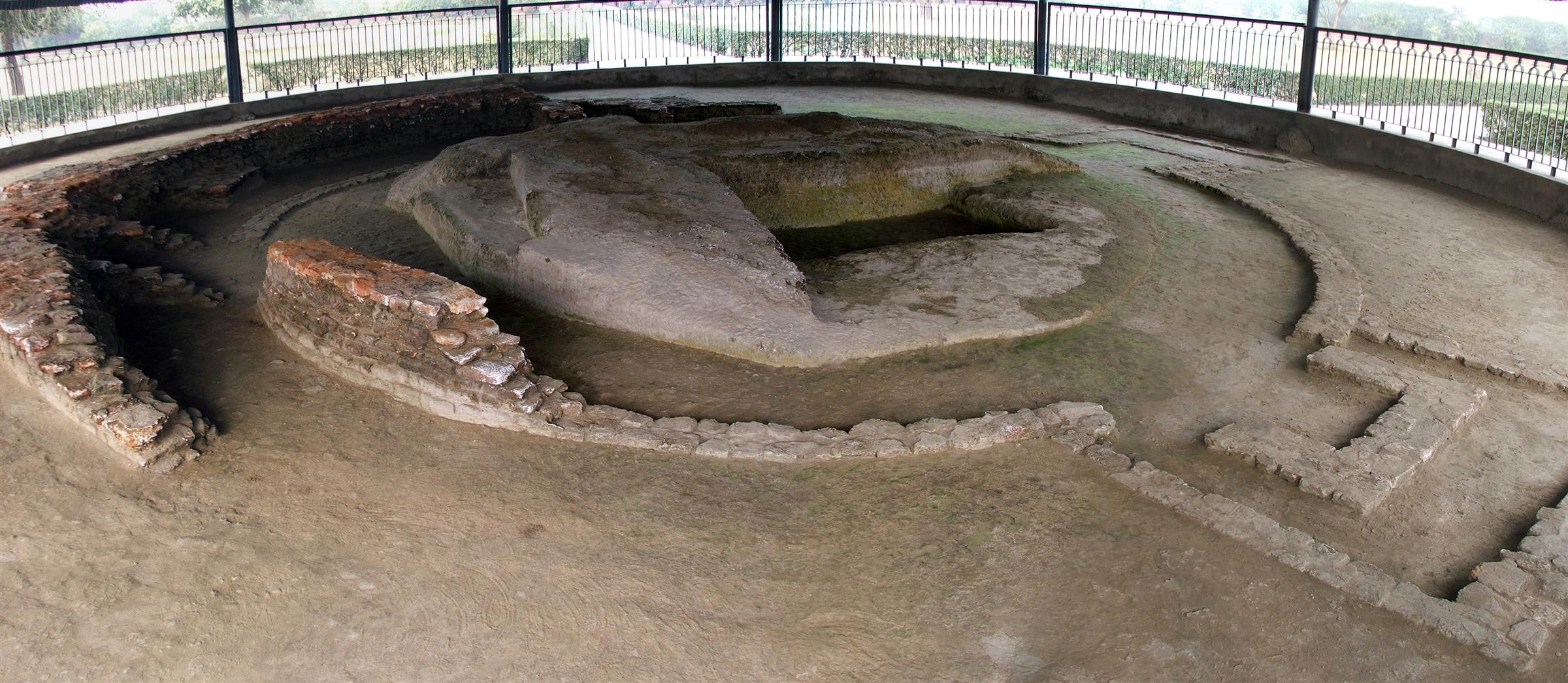
Restes du stupa construit par les Licchavi de Vaisali pour abriter leur part des reliques du Bouddha

Les Licchavi étaient un clan important dominant la confédération de Vrjji (ou Vrijji, Vajji, Briji) dans l'actuel Bihar, capitale Vaisali, à l’époque du Bouddha et de Mahavira (Ve – IVe siècle av. J.-C.). Ils sont cités dans le canon pali, en particulier dans le Licchavi Sutta, le Ratana Sutta et le Petavatthu, ainsi que dans le Vimalakīrti nirdeśa sūtra du canon mahāyāna. Ils obtinrent une partie des reliques du Bouddha et la moitié de celles d'Ananda et de Mahaprajapati Gautami. Le tirthankara Parshvanâtha (VIIIe ou VIIe siècle av. J.-C.) était issu de ce clan.
Vrjji était l’un des seize grands pays (mahajanapadas) du nord de l’Inde antique. Il était dirigé par un roi (raja ou gana pramukh) élu par un conseil (gana parishad). Les conseillers (gana mukhya) étaient des notables élus par les différents district (khanda), appartenant probablement à la caste des Kshatriyas. La population était organisée en familles (gotha), villages (grama) et tribus (japanada). La fédération contrôlait la route commerciale dite "du nord" (uttarapatha) et Vaisali était l’une des plus riches cités de l'Inde du temps. Vrjji perdit son autonomie au profit de Magadha sous le règne du roi Ajatasattu (491-461 av. J.-C.). Ce dernier aurait envoyé un ministre semer la discorde dans la confédération avant de les attaquer à l’aide d’une catapulte à partir d’un fort construit exprès à Pataliputra. 
Même après la disparition de la confédération, le prestige des Licchavi resta grand et l'empereur Gupta Chandragupta se vantait d’être leur allié par mariage. Leur relation exacte avec les fondateurs de la dynastie Licchavi du Népal (Ve – VIIIe siècle ap. J.-C.) n’est pas claire.